# Saisin
Saisin war eine belgische Masseneinheit (Gewichtsmaß).
- 1 Saisin = 1/64 Genter Pfund = 6,78 Gramm
  - 1 Genter Pfund = 433,85 Gramm